# Navārān
Navārān (persiska: نواران, نَبَران) är en ort i Iran.   Den ligger i provinsen Qom, i den centrala delen av landet, 130 km söder om huvudstaden Teheran. Navārān ligger 863 meter över havet och antalet invånare är 291.
Terrängen runt Navārān är platt. Runt Navārān är det ganska tätbefolkat, med 100 invånare per kvadratkilometer. Närmaste större samhälle är Qom, 19,3 km väster om Navārān. Trakten runt Navārān är ofruktbar med lite eller ingen växtlighet.